# Суйхейся

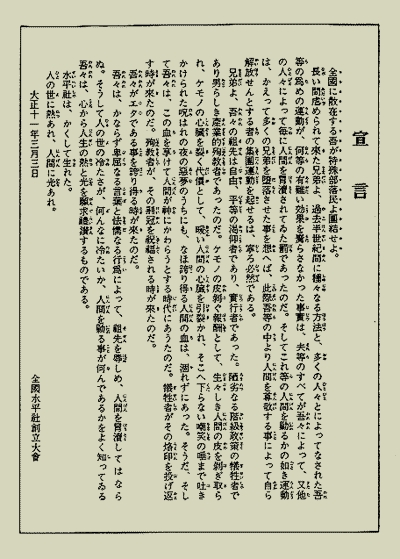
Декларація товариства «Суйхейся»

Всеяпонське товариство рівності (яп. 全国水平社, ぜんこくすいへいしゃ, дзенкоку суйхейся) — громадська організація в Японії, створена 1922 року в період Тайсьо. Об'єднувала розрізнені групи та рухи, які виступали за рівноправ'я всіх верств населення країни. Основним напрямком роботи була боротьба за права буракумінів, японських паріїв. 
Організація припинена діяльність з початком військових дій в Китаї і була розпущена в 1940 році.
Після закінчення Другої світової війни колишні члени організації утворили Лігу визволення бураку, продовживши боротьбу за втілення ідей «Суйхейся».

## Суспільні рухи в Японії до створення «Суйхейся»

### Поява перших рухів
В період реставрації Мейдзі після видання 4 серпня 1871 року Імператорського указу про визволення бураку (яп. 解放令) в Японії з'явилася велика кількість громадських організацій, які боролися за зрівняння в правах різних груп громадян.
Ухвалення цього закону диктувалося необхідністю «приведення населення в стан гомогенності», оскільки тільки в цьому випадку з нього можливо було «створити націю».
Проте, не зважаючи на те, що законодавчо японські парії — буракуміни — встали на один ступінь з рештою населення, утворивши соціальну групу «нових громадян», так званих «сінхеймін», на практиці продовжувала функціонувати та ж система суспільних відносин, що і в період Едо. Крім того, парії зіткнулися з протестом селян та звичайних городян, які вважали зрівняння їх з колишнім «підлим людом» пониженням свого статусу в соціальній ієрархії.
В цей же час починаються дискусії в засобах масової інформації з приводу існуючого деморафічно-соціального стану, а також з'являються літературні праці, що описували положення буракумінів .
Самі представники дискримінованих груп населення стали брати участь в рухах за народні права в Окаямі, Сакаї та Нарі. В 1902 році в Окаямі Санко Іхейдзі створив Товариство формування простого народу , яке стало першим з подібних формувань в той період. Ця організація мала на меті підвищення рівня самосвідомості буракумінів, «об'єднання всього населення префектури, поліпшення освіти шляхом спільних зусиль, пропаганду моралі» .

### Створення товариств «гармонії»
Через рік, в 1903 році, в Осаці було сформовано Товариство співчуття та гармонії Великої Японії, яке об'єднало представників багатьох префектур.
Після вступу Японії в Першу Світову Війну на стороні Антанти, в країні різко підскочили ціни на продовольчі товари, що викликало хвилю громадянського невдоволення, яка отримала назву «рисові бунти». У цих рухах активну участь брали буракуміни, представники яких діяли в 22 префектурах. Внаслідок цього вони склали 10 % засуджених за участь в бунтах (887 з 8000 чоловік). Проте, цей рух масового протесту не мав керівництва, плану дій або політичної програми, чим був подібний на релігійні виступи 16—17 століття.
У 1919 році на з'їзді Товариства співчуття та гармонії Великої Японії зібралися 430 представників аристократії, чиновництва, членів Парламенту та діячів руху «гармонізації». На цьому з'їзді було висловлено жаль з приводу радикальності ідей та дій, а також обговорювалося здійснення заходів щодо «співчуття та гармонізації».
У 1920 році уряд включив до бюджету 50 тисяч єн на реформи в поселеннях бураку і збільшив витрати на соціальні заходи.
У цей період в Японії з'являється велика кількість різноманітних громадських організацій подібної спрямованості: у 1912 році Мацуї Сьоґоро створив Товариство друзів Ямато в Нара; Товариство спокою було створене Коо Тікаку в Фукуокі; в Хіросімі Маедою Сан'ю була створена Організація об'єднання міста Фукусіма. У Окаямі, Ідзумо, Міе, Кіото, Янаґігахарі та багатьох інших містах були створені товариства, які виступали посередниками в переговорах між урядом та місцевою владою
.
У 1919 році урядом був складений проект «Пропозицій відносно реформ в селищах бураку» на основі матеріалів об'єднаного засідання з питань бураку та реформ, досліджень селищ бураку, матеріалів 1 з'їзду Товариства співчуття та гармонізації, а також матеріалів 41 сесії Парламенту. Внаслідок чого почали з'являтися організації «гармонізації», до складу яких часто входили члени обох палат Парламенту, представники політичних та фінансових кіл, впливові буракуміни, як це було в Товаристві взаємної любові, створеному Арімою Йоріясою в 1921 році.
У Нісіхамі префектури Осака велися дослідження демократичного вчення та профспілкового руху. У Хіросімі Теріямою Масамі було створено Товариство дослідження проблем буракумінів та соціалізму. Дослідники вели просвітницьку діяльність серед населення селищ бураку. Самі буракуміни також почали виступати за свої права: у вересні 1921 року 300 селян з поселення бураку в місті Мацуока префектури Міе почали боротися за зниження в два рази дискримінаційної орендної плати на землю (10 %) та створили профспілку орендарів; у 1921 році в Кіото об'єдналися жителі 6 поселень бураку та виразили протест проти станційних службовців, які застосовували насильство до дітей з селищ бураку, служителів станції та їх начальника примусили принести вибачення.

### «Ґіротінся»
Проте рухи за права буракумінів не завжди мали мирний характер. Про те, як широко розумілася в той період боротьба за права може свідчити існування Товариство гільйотини — «Ґіротінся». Члени цієї групи вважали, що «в боротьбі з соціальною політичною несправедливістю буржуазного суспільства виправдані, етичні та справедливі будь-які методи» Так, в цілях забезпечення суспільства грошовими коштами в 1923 році було вчинене пограбування банку. У тому ж році цим суспільством до Кореї була направлені група терористів із завданням вбити генерала Фукуду Масатаро, відповідального за масові репресії після великого Кантоського землетрусу.

## «Суйхейся» в1922—1925
В результаті бурхливої боротьби буракумінів за зрівняння в правах, товариств з вивчення проблем буракумінів та численних товариств руху гармонізації, в 1922 році було створено Всеяпонське товариство рівності — «Суйхейся».

### Формування
У липневому номері журналу «Визволення» за [1922] рік була опублікована робота Сано Масабу «Теорія визволення жителів особливих поселень бураку», сенс якої полягав в тому, що визволення буракумінів повинне статися в результаті об'єднання жителів селищ та їх спільної боротьби з дискримінацією
Сайко Манкіті разом з Сано Масабу свормували в Касівахарі префекутри Нара виконавчий комітет зі створення Товариства «Суйхейся», в результаті діяльності якого був виданий та поширений по країні журнал «Для завтрашнього дня».
Санко Манкіті поширював листівки із закликом до створення Товариства на конгресі з питань рівності в Японії.
3 березня 1922 року в палаці Окадзакі було проведено перше засідання організації «Суйхейся», на якому було присутні близько 2000 представників бураку зі всієї країни. Були припинені всі переговори, що існували до цього, з Товариством співчуття та гармонії, а також офіційною владою.

### Декларація
У декларації Товариства та прийнятих на першому його з'їзді резолюціях особливо виділялися пошана прав людини та рівність, активно критикувалася дискримінація; Товариство відвернулося від монастиря Хонґандзі, традиційного опікуна буракумінів, який пропагував ідеї незалежного визволення та економічної свободи. Населення країни дізналося зі ЗМІ про створення організації, її характер та цілі. По всій країні почали формуватися регіональні відділення «Суйхейся».

### «Засудження дискримінації»
На першому етапі свого існування товариство «Суйхейся» вело боротьбу методом «засудження дискримінації» у словах, жестах або поведінці. Вважалося, що «перевиховавши решту людей, не-буракумінів, вони тим самим ідейно та психологічно перероблять все суспільство, зроблять його цивілізованіше та справедливіше».
Відповідно до цієї установки, члени Товариства спостерігали за людьми та організаціями в цілях припинення актів дискримінації. Якщо ж акт дискримінації здійснювався, вони вимагали усних або письмових вибачень. Цікаво, що Товариство стверджувало, що акт дискримінації є актом неповаги по відношенню до Імператора. Так, в зразковому тексті вибачення, який пропонувався «Суйхейся» говорилося:
|  | У мене немає відповідних слів, щоб гідно вибачитися перед Імператором та всіма членами «Суйхейся» за свою зневагу до Імператорського рескрипту від 28 серпня 1871 р., за вживання мною образливих слів та виразів. |

Члени «Суйхейся», прагнучи примусити людей до усвідомлення і, відповідно, принесення вибачень, нерідко стикалися з проблемами, які переростали в конфлікти. Часто ці конфлікти набували форми зіткнення буракумінів та членів Товариства зі «звичайними» людьми. Так, в 1922 році зафіксовано 69 подібних зіткнень, в 1923 році — 1182, в 1924 році — 1046, в 1925 — 1025 . Часто для вирішення подібних конфліктів застосовувалася поліція, а учасники, найчастіше тільки буракуміни, піддавалися арештам по звинуваченнях в порушенні суспільного ладу або кримінальних злочинах.
Крім того, суспільство стикалося з протидією інших суспільних формувань. Так, в 1923 році сталося зіткнення між членами товариства «Суйхейся» з членами товариства національного духу «Кокусуйкай». У цьому інциденті брали участь декілька тисяч чоловік, для його вирішення була застосована армія.
Тактика боротьби методом «засудження» призвела до того, що положення буракумінів в країні погіршало: з'явилися вимоги про роздільне навчання, був обмежений прийом буракумінів в навчальні заклади та на роботу, почастішали випадки насильства. У 1925 році у відповідь на черговий заклик до вибачень з боку товариства «Суйхейся», більше тисячі жителів декількох сіл префектури Ґумма зробили напад на село Серата, в результаті якого були зруйновані всі будинки в цьому селі, а 12 чоловік отримали серйозні поранення. В результаті поліцейського розслідування були засуджені не лише нападаючі, але і буракуміни, які спробували захистити себе.
В результаті всіх описаних вище подій, боротьба методом «засудження дискримінації» показала свою неефективність. У Товаристві почалася робота над вивченням проблеми.

## «Суйхейся» в1925—1940

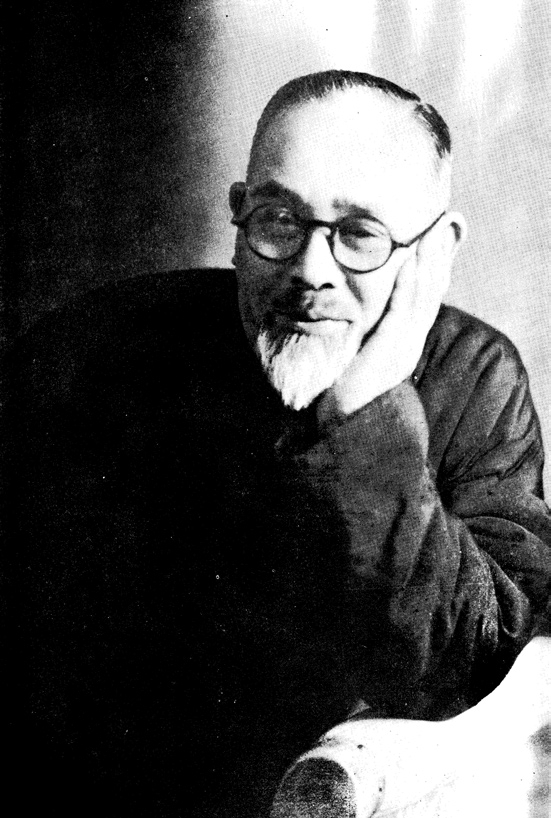
Мацумото Дзюїтіро (1887—1966) — член «Суйхейся», перший депутат-бураку в японському парламенті

З середини 1920-х років основним напрямом роботи суспільства стала економічна підтримка буракумінів в умовах економічної кризи, а також правозахисна діяльність, найгучнішим результатом якої став інцидент в суді в Такамацу.
В цей період своєї діяльності «Суйхейся» отримала підтримку КПЯ. В результаті проникнення в суспільство комуністичних ідей, з'явилися суперечки про розпуск «Суйхейся», зокрема, прихильники розпуску говорили, що «за допомогою класової боротьби товариством „Суйхейся“ як заходи для формування соціального розділення, протиставляє себе революційним робітникам та політичним партіям і рухам». Прихильники розпуску виходили з ідеї про те, що японське суспільство готове до проведення пролетарської революції, тому «Суйхейся» розглядалося як організація, що заважає здійсненню перетворень в країні. Проте, після появи тез КПЯ 1932 року на основі вказівок Комінтерну товариство «Суйхейся» почало сприйматися як основний елемент боротьби за права в країні.
Діяльність «Суйхейся» закінчилася з початком військових дій в Китаї. У 1940 році Товариство, під тиском уряду, було самоліквідоване.
«Суйхейся» була найкрупнішою та найвпливовішою громадською організацією за визволення буракумінів та захист їхніх прав даного періоду. Саме завдяки роботі, виконаній її членами, в післявоєнний період стало можливе формування Ліги визволення бураку та подальше ухвалення урядом законів, з метою реального здійснення Імператорського рескрипту 1871 року.